# Warschauer Regenbogen

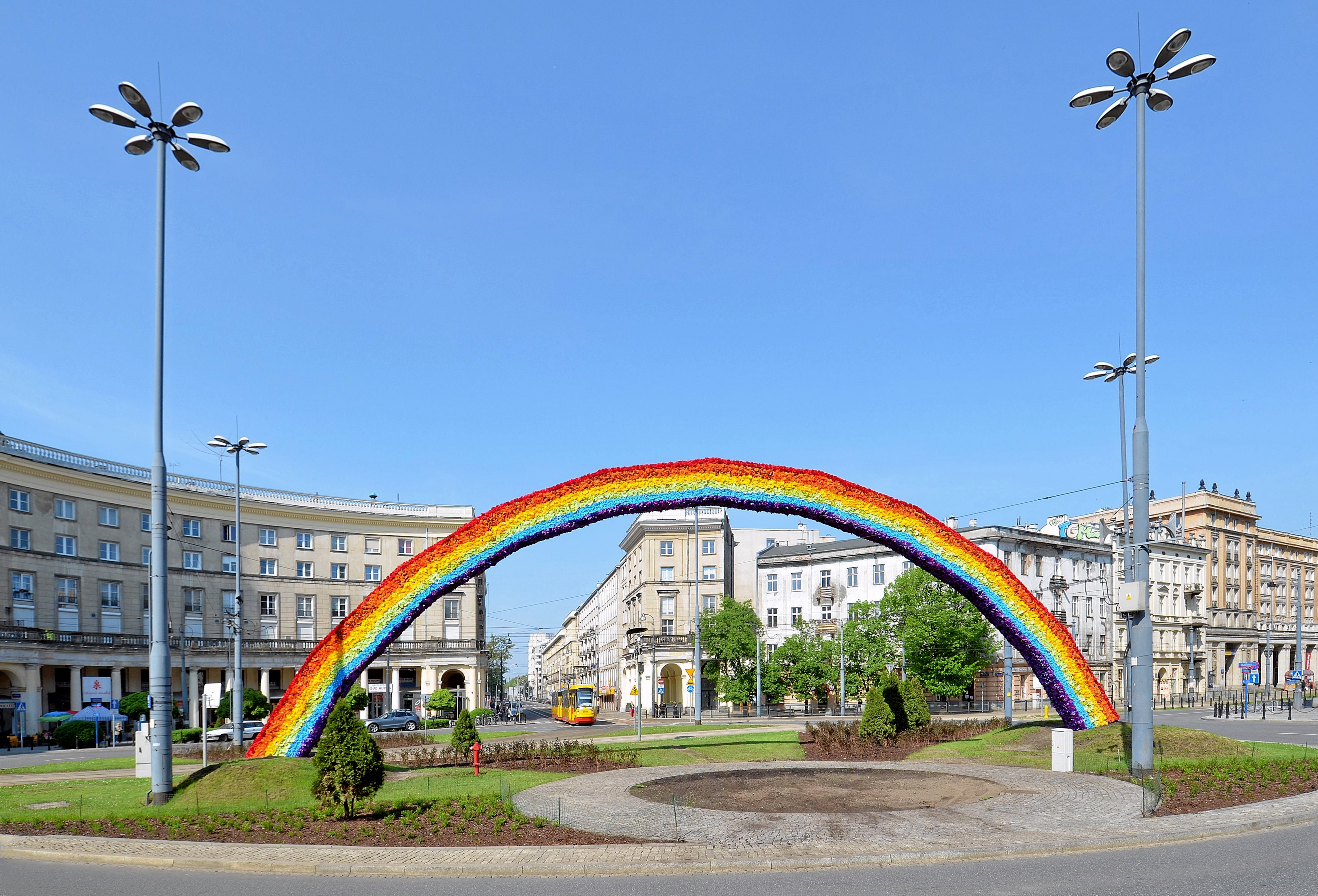
Der Regenbogen im Mai 2014

Der Warschauer Regenbogen war ein Werk der Künstlerin Julita Wójcik (* 1971). Er stand auf dem Warschauer Erlöserplatz (poln.: Plac Zbawiciela). Seit Juni 2012 bildete er den Gegenstand ununterbrochener Auseinandersetzungen.
Der Regenbogen bestand aus einer bogenförmigen Stahlkonstruktion mit 9 Metern Höhe und 26 Metern Spannweite, die von 22.300 Kunstblumen in Regenbogenfarben bedeckt wurde. Er stand inmitten des runden Platzes in dem MDM-Wohnviertel, gegenüber der katholischen Erlöserkirche.
Die Konstruktion entstand anlässlich der polnischen EU-Ratspräsidentschaft 2011 im Auftrag des Warschauer Adam-Mickiewicz-Institutes und wurde am 24. September 2011 vor dem Gebäude des Europäischen Parlaments aufgestellt. Nach dem Ende der polnischen Ratspräsidentschaft wurde der Regenbogen am 8. Juni 2012 am Warschauer Erlöserplatz aufgestellt.
In vielen Interviews erklärte Wójcik, dass sie keine Absicht hatte, dem Regenbogen eine ideologische oder politische Bedeutung zuzuschreiben. Dennoch wurde in katholischen Kreisen – auch wegen des Standortes vor der Erlöserkirche – das Kunstwerk kritisch als Symbol der Lesben- und Schwulenbewegung LGBT zugeschrieben. Anhänger des Projektes argumentierten dagegen, dass in der Bibel der Regenbogen nach dem 1. Buch Mose als Zeichen des Bundes des Gottes mit Noah und den Menschen gilt (Gen 9,8–17 ).
Trotzdem wurde der Regenbogen bis 11. November 2013 fünfmal in Brand gesteckt, zuletzt durch Teilnehmer eines Rechtsextremisten-Aufmarsches. Auch nach dem letzten Brand versprach die Stadtpräsidentin von Warschau, Hanna Gronkiewicz-Waltz, den Wiederaufbau. Die ausgebrannte Stahlkonstruktion wurde Anfang 2014 auseinandermontiert und in einer Werkstatt mit neuer Feuer- und Rostschutzbeschichtung sowie mit einer Sprinkleranlage versehen. Danach erhielt sie 22.300 neue künstliche Blumen in Regenbogenfarben und wurde zum 1. Mai 2014 – dem 10. Jahrestag des Beitritts Polens zur EU – am alten Platz aufgestellt. Die Autorin und das Adam-Mickiewicz-Institut hatten im Vorfeld den Vorschlag klerikaler Kreise abgelehnt, den Regenbogen statt in schwul-suspekte Regenbogenfarben in weiß-rote Nationalfarben zu verkleiden. Schon am 1. Mai 2014 wurde der Regenbogen von etwa hundert Ultranationalisten mit Eiern beworfen. In der Nacht vom 6. zum 7. Dezember 2014 wurde er erneut von einem betrunkenen Täter angezündet.
Der Regenbogen wurde in der Nacht vom 26. zum 27. August 2015 abgebaut. Die nächtliche Demontage fand statt, weil nachts keine Straßenbahnen über den Platz verkehren und eine Demontage tagsüber den Verkehr erheblich beeinträchtigt hätte. Die Künstlerin erklärte den Abbau nicht als Kapitulation vor dem ständigen Druck von konservativen Kreisen, die im Regenbogen das LGBT-Symbol sahen, sondern sah ihre von Beginn an als temporäres Werk gedachte Aktion als beendet an.

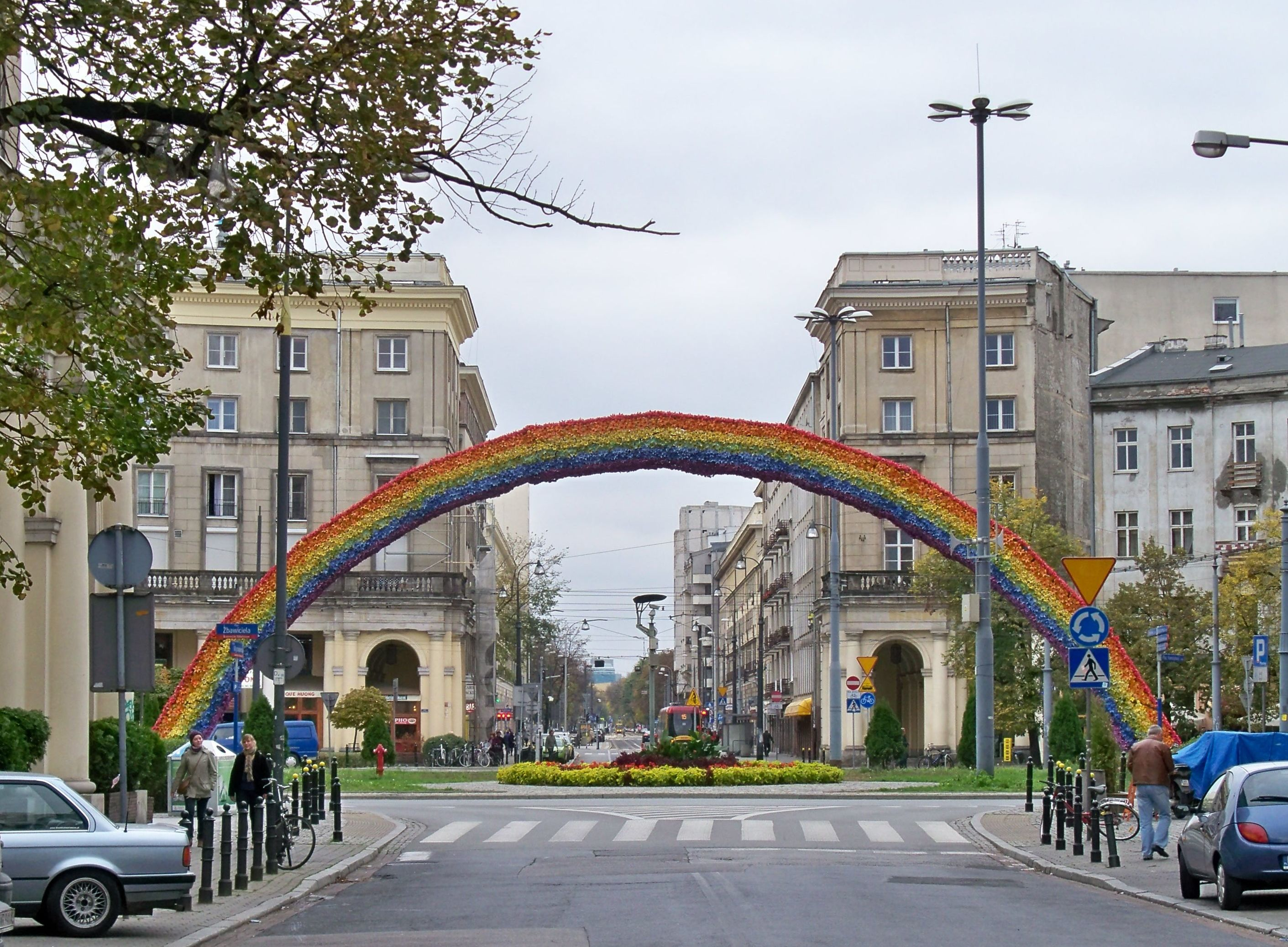
Regenbogen im Oktober 2012
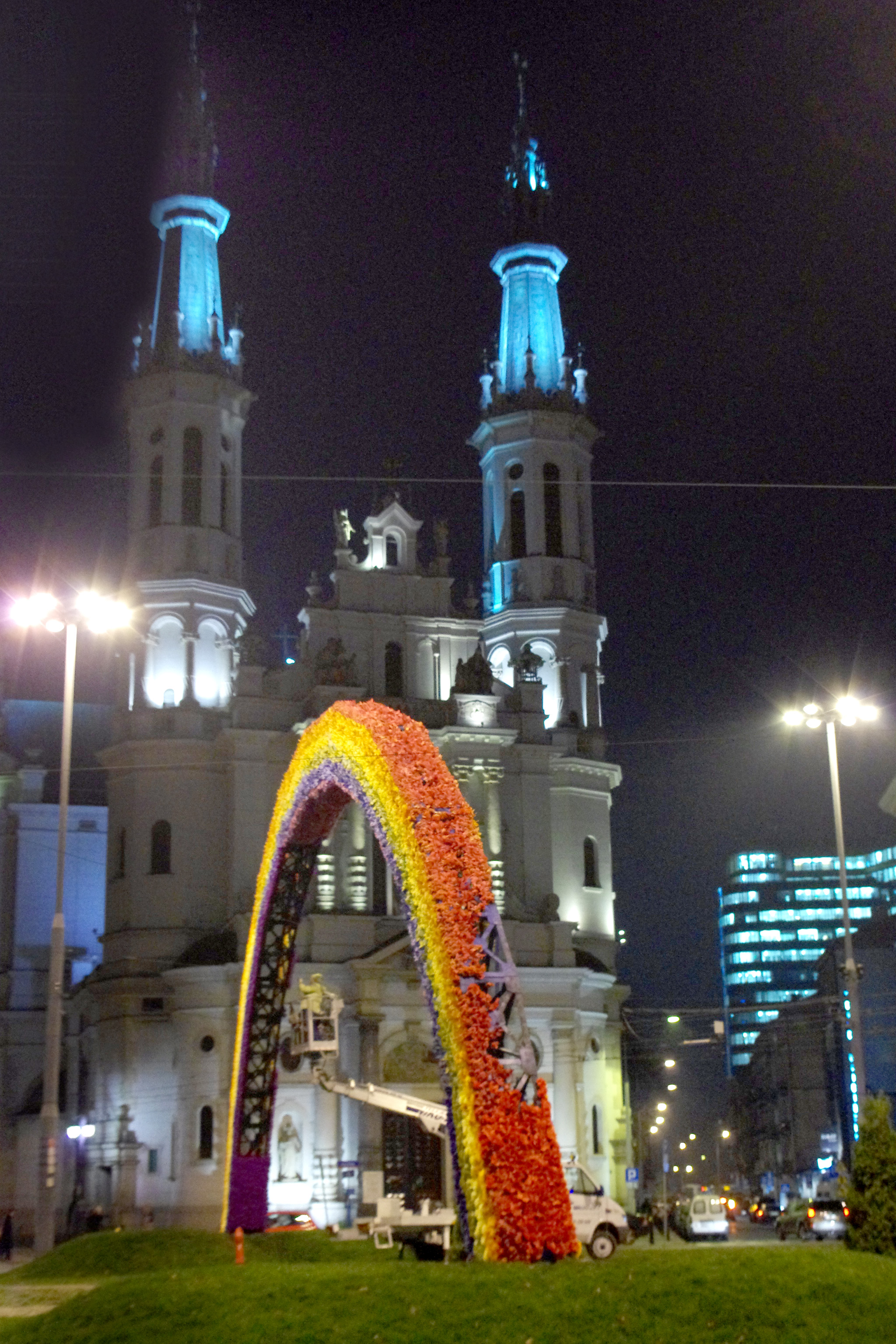
Während der Reparaturarbeiten 2012
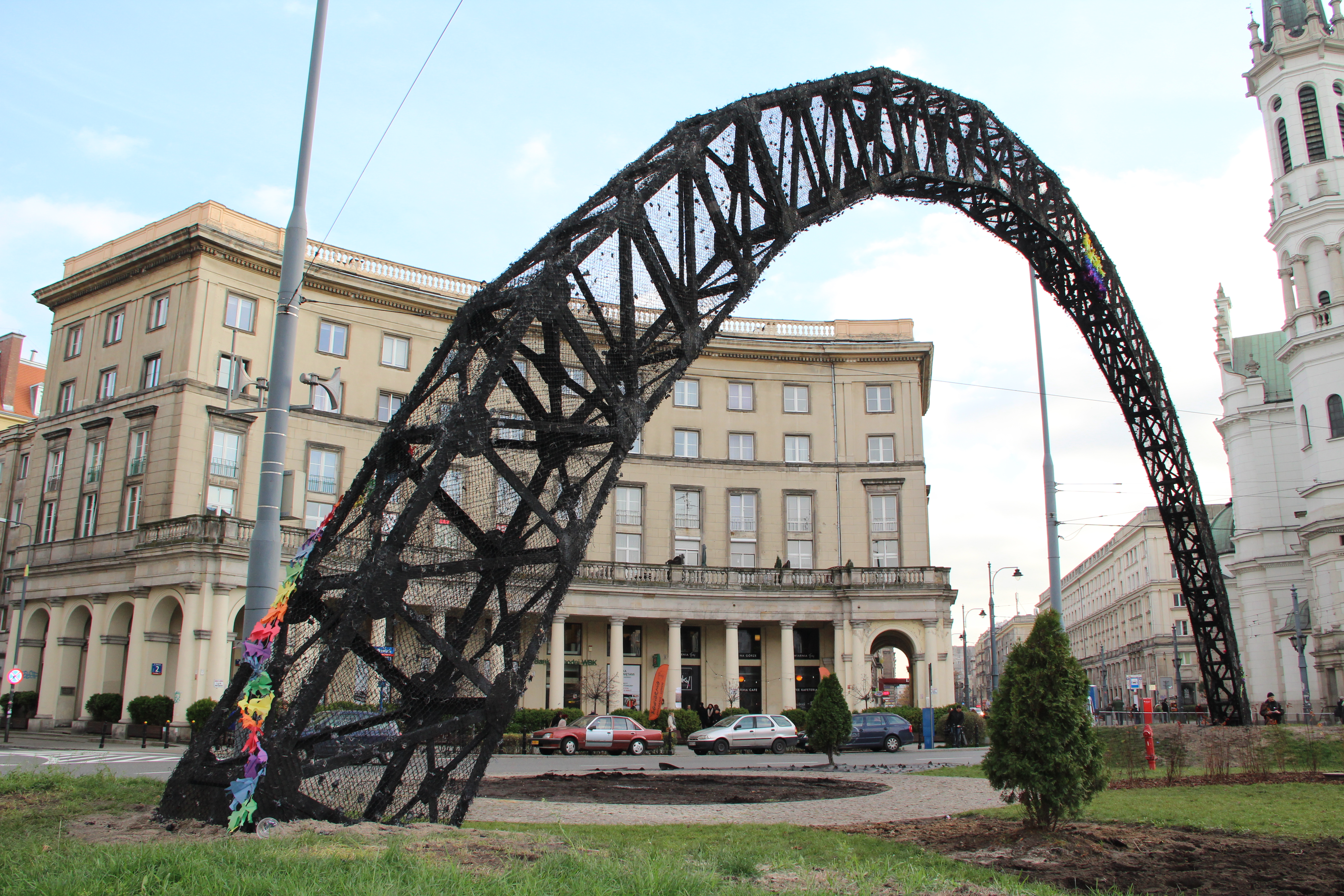
Nach dem Brand am 11. November 2013
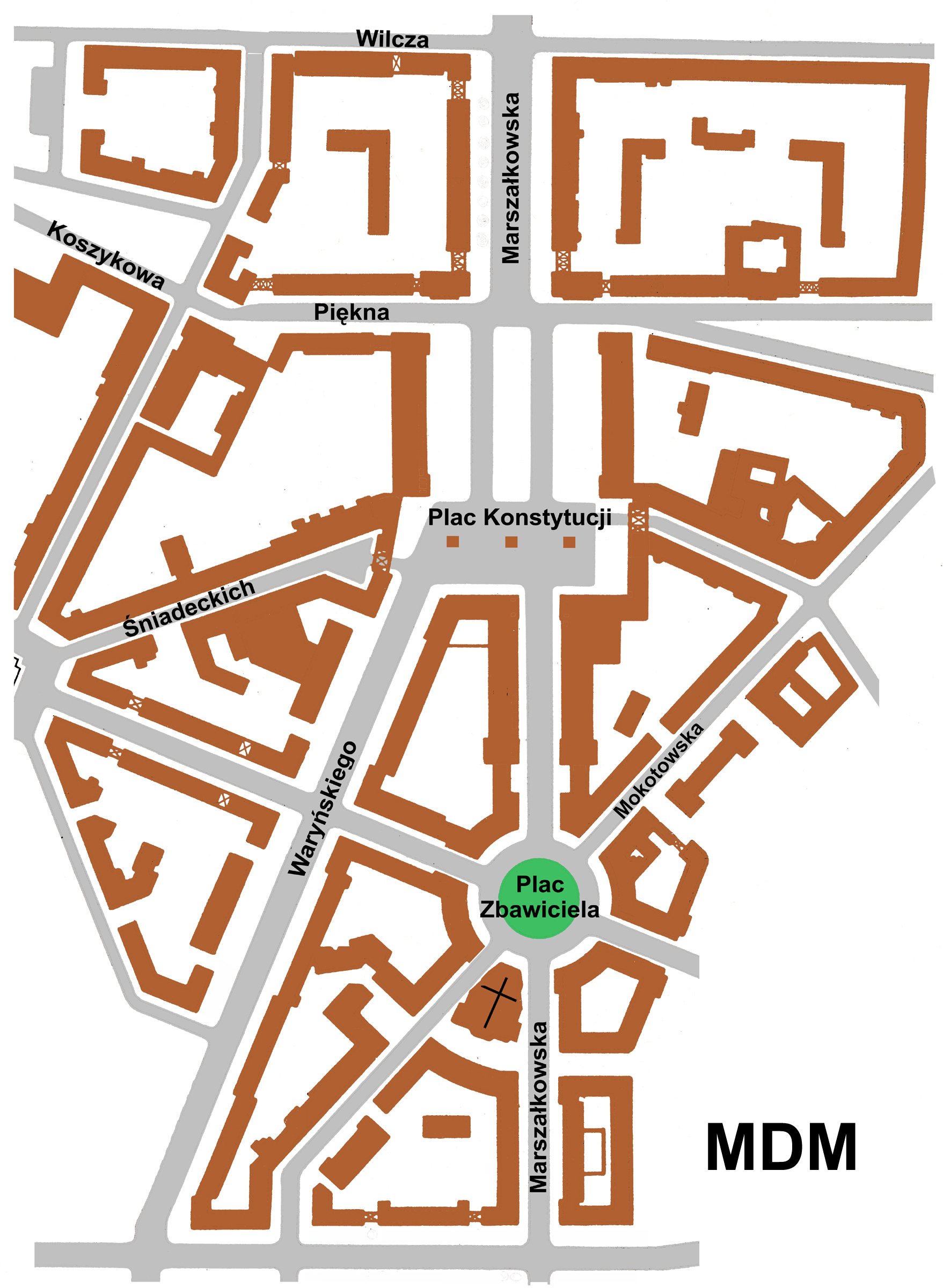
Standort (grüner Punkt)
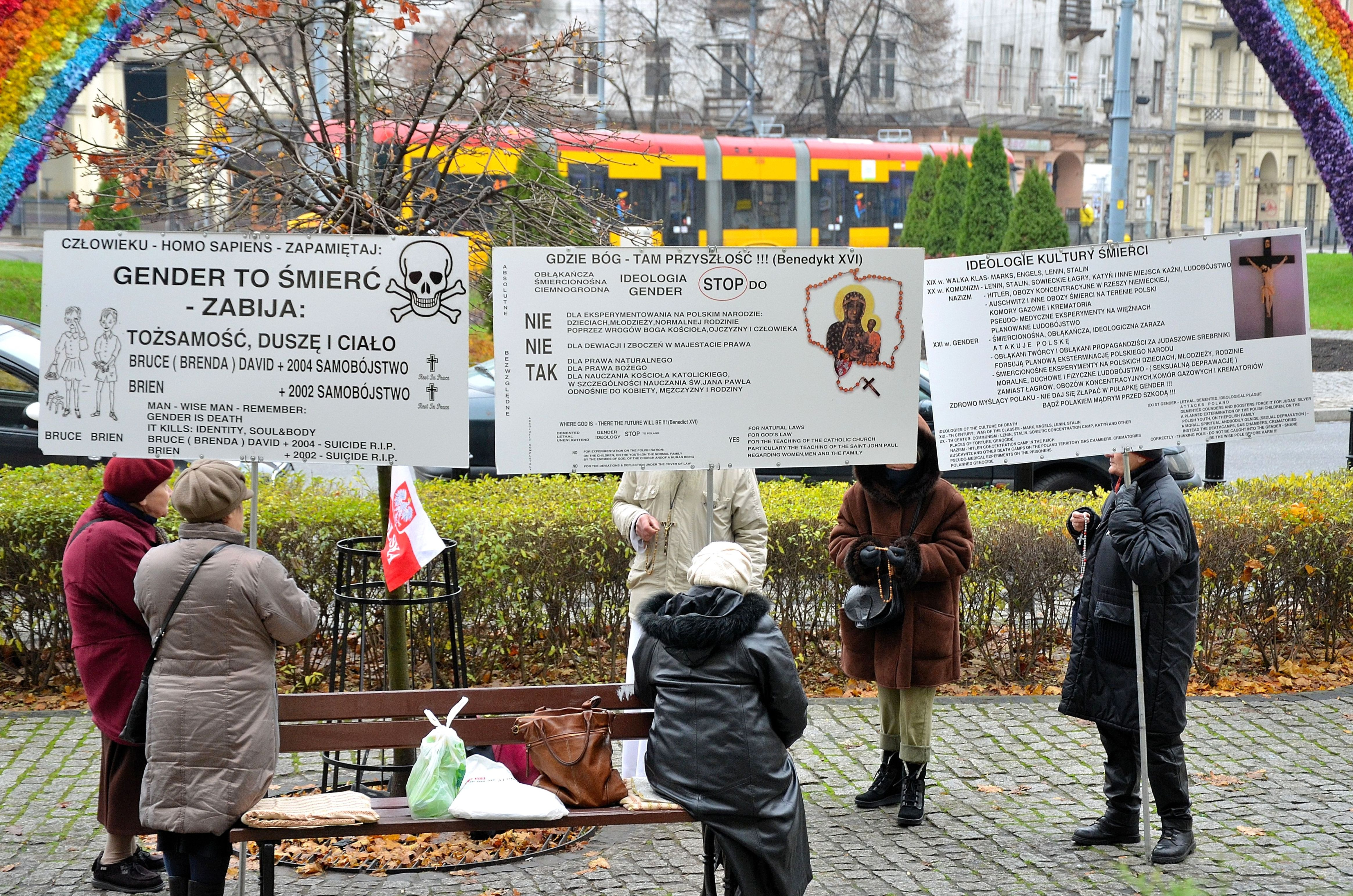
Kundgebung von Regenbogen-Gegnern am 20. November 2014